# Amore senza fine
Amore senza fine (Endless Love) è un film del 1981 diretto da Franco Zeffirelli. Basato sul romanzo omonimo del 1979 di Scott Spencer, ha come protagonisti Brooke Shields e Martin Hewitt.

## Trama
La quindicenne Jade e il diciassettenne David si innamorano, ma la loro relazione è ostacolata dalle rispettive famiglie, in particolare dal padre di lei, Hugh, che allontana il ragazzo per permettere alla figlia di concentrarsi sugli studi.  
David, influenzato dal racconto di un amico, incendia la casa della sua amata, un crimine per il quale viene condannato a cinque anni in un istituto psichiatrico. Tuttavia, esce per buona condotta dopo soli due anni e si reca a New York alla ricerca di Jade, contravvenendo alle disposizioni di legge che gli vieterebbero di lasciare Chicago.
Nella Grande Mela, viene riconosciuto da Hugh il quale, inseguendolo, perde la vita in un incidente. Quando i due amanti si ritrovano, il loro amore si riaccende, ma ora a frapporsi tra loro sono i fratelli di Jade, che accusano David della morte del padre. Il ragazzo finisce così in carcere, e a Jade non resta che attendere il suo amore senza fine.

## Produzione
Sceneggiato da Judith Rascoe, il film è stato girato nel 1980 fra Chicago, New York e Long Island. 
Oltre a quello dello stesso Hewitt, la pellicola vede anche il debutto cinematografico di altri attori come Tom Cruise, Jami Gertz, Jeff Marcus e Ian Ziering.  
L'attrice Shirley Knight aveva proposto al regista di assegnare il ruolo di Jade a Jodie Foster, ritenendo che Brooke Shields, allora solo quattordicenne, fosse troppo inesperta per interpretare la protagonista del film.
Inizialmente la MPAA aveva assegnato ad Amore senza fine una valutazione X, decisione che ha spinto Zeffirelli a realizzare diversi tagli, in particolare nelle scene d'amore tra Brooke Shields e Martin Hewitt, al fine di ottenerne una migliore. Il film è stato così ripresentato alla MPAA per ben cinque volte, prima di vedersi assegnare una valutazione R.

## Colonna sonora
La colonna sonora originale è stata composta da Jonathan Tunick. 
Il tema principale del film, scritto da Lionel Richie e interpretato insieme a Diana Ross, ha per titolo Endless Love, raggiungendo la posizione numero 1 della Billboard Hot 100 e rimanendovi per nove settimane. Inoltre, ha ricevuto nomination ai Premi Oscar e ai Golden Globe come "Migliore canzone", insieme a cinque nomination ai Grammy Award. 
Nel 2011, a 30 anni dal suo debutto, la rivista Billboard lo ha scelto come "Il miglior duetto di tutti i tempi", oltre a rappresentare il singolo più venduto nella carriera della Ross. 
La colonna sonora ha conquistato il nono posto nella Billboard 200 ed è stata certificata disco di platino. Tunick ha poi presentato anche un secondo duetto tra Ross e Richie, "Dreaming of You", che, pur ricevendo molti consensi, non è stato mai pubblicato come singolo.

## Distribuzione
La prima del film ha avuto luogo il 16 luglio 1981, al Ziegfeld Theatre di New York City. Il film è stato distribuito il giorno successivo negli Stati Uniti d'America.

## Accoglienza

### Botteghino
Nonostante i pessimi voti della critica, il film ha avuto un discreto successo al botteghino. Ha incassato 4 163 623 di dollari solo nel weekend di apertura. 
In totale, l'incasso ammonta a 31 184 024 di dollari, piazzandosi al ventiduesimo posto nella classifica nazionale del 1981. 
A livello internazionale, il film ha incassato ulteriormente 1 308 650 di dollari, portando il suo totale mondiale lordo a 32 492 674 di dollari.

### Critica
Il film ha ricevuto recensioni per lo più negative, con critiche che lo paragonavano sfavorevolmente al romanzo. Lo stesso autore del libro, Spencer, non lo ha apprezzato, ritenendo che il regista avesse "egregiamente e ridicolmente frainteso" la sua opera, la quale mostrava i pericoli dell'amore ossessivo.    

Il critico statunitense Roger Ebert ha stroncato la trama e la recitazione di Martin Hewitt, mentre ha giudicato positivamente la performance di Brooke Shields. Lo storico del cinema Leonard Maltin ha definito il film un "esempio da manuale di come fare tutto sbagliato in un adattamento letterario", mentre Janet Maslin del The New York Times ha scritto:
A partire da dicembre 2018, Amore senza fine detiene una valutazione del 29% su Rotten Tomatoes basata su 17 recensioni.

## Riconoscimenti
- 1982 - Premio Oscar
  - Candidato come migliore canzone per Endless Love di Lionel Richie
- 1982 - Golden Globe
  - Candidato come Miglior canzone originale per Endless Love di Lionel Richie
- 1981 - Razzie Awards
  - Candidato come Peggior film
  - Candidato come Peggior attrice protagonista a Brooke Shields
  - Candidato come Peggior attrice non protagonista a Shirley Knight
  - Candidato come Peggior regista a Franco Zeffirelli
  - Candidato come Peggior sceneggiatura a Judith Rascoe
  - Candidato come Peggior esordiente a Martin Hewitt

## Remake
Il 14 febbraio 2014 è stato distribuito nelle sale cinematografiche statunitensi Un amore senza fine, rifacimento del film di Zeffirelli diretto da Shana Feste. La pellicola vede nei ruoli dei protagonisti Alex Pettyfer e Gabriella Wilde.